# Caixa Econômica Federal
Caixa Econômica Federal (Caixa) is een grote staatsbank in Brazilië.
De bank werd op 12 januari 1861 opgericht in Rio de Janeiro om arme mensen bankfaciliteiten te bieden.
Caixa is ook eigenaar van de meeste Braziliaanse loterijen.